# シークレット・ロード
『シークレット・ロード』（原題: Boulevard）は、2014年のアメリカ映画。最後に全米公開されたロビン・ウィリアムズの主演作品である。

## あらすじ
勤続26年目の銀行員ノーラン（ロビン・ウィリアムズ）は、妻ジョイ（キャシー・ベイカー）との関係も良好で、支店長への昇任の話も浮上している恵まれた男だ。年老いた父を施設に入れて介護しつつ、旧友の大学講師ウィンストン（ボブ・オデンカーク）と週に1度ランチを共にするなどして安定した日々を送っている。ある夜、自動車を運転していたノーランは、ダウンタウンの大通りで一人の若い男娼レオ（ロベルト・アギーレ）を轢きそうになる。こうしてレオと知り合ったノーランは、肉体関係を結ぶことは拒否したものの、やがてレオに特別な感情を抱くようになり、周囲に内緒で逢瀬を重ねていく。しかしレオにとっては、ノーランは会う度にお金をくれる「客」の域を出ない存在だった。
ある日、ノーランがレオとの食事を終えて自宅へ送り届けたところ、レオは男娼の元締めエディ（ジャイルズ・マッシー）から「客と会っていたなら儲けを寄こせ」といちゃもんを付けられ、ノーランの目の前で殴られる。ノーランは慌てて制止に入るも返り討ちに遭い、左目の下にあざが出来る。それは穏やかな人生を送ってきたノーランにとって、人生で初めて出来たあざであった。レオを取り巻く環境を危惧したノーランは、ウィンストンの恋人パティ（エレノア・ヘンドリックス）が経営するカフェでレオを働かせようとするが、レオは採用面接の約束をすっぽかしてしまう。レオの自宅を訪ねるも冷たくあしらわれたことで、ノーランはレオとはもう関わらないことを決意し、レオからかかってきた電話の着信も無視する。
しかし、ほどなくしてノーランの職場にレオが現れる。レオはエディから強要され、ノーランにお金をせびりに来たのだ。その場にエディが乱入して暴れたことで警察沙汰となり、ノーランは同僚らから怪訝な眼差しを送られるようになる。ノーランとレオの関係が周囲に発覚するのも時間の問題かと思われた。やがて昇進を左右する支局長夫妻との夕食会の日を迎えたノーランのもとに、救急病棟から一本の電話が入る。その内容とは「レオが薬物の過剰摂取で救急搬送された」というものだった。ノーランはジョイを一人きりで夕食会に向かわせる一方、自身は救急病棟に向かうが、そこにはもうレオの姿はなかった。結果として夕食会をすっぽかし、レオとも音信不通となったノーランは、ジョイに対してある決意を述べる。

## キャスト
- ノーラン・マック：ロビン・ウィリアムズ
- ジョイ・マック：キャシー・ベイカー
- レオ：ロベルト・アギーレ
- ウィンストン：ボブ・オデンカーク
- パティ：エレノア・ヘンドリックス
- エディ：ジャイルズ・マッシー

## スタッフ
- 監督：ディート・モンティエル
- 脚本：ダグラス・ソーズビー
- 音楽：ジミー・ホーン、デヴィッド・ウィットマン
- 撮影：チョン・ジョンフン
- 製作：モニカ・アギーレ・ディエス・バローゾ、ライアン・ベレンゾン、ミア・チャン、ジェフリー・ゲルバー